# Joseph Forshaw
Joseph Forshaw, Jr.. (Nacido el 13 de mayo de 1881, murió el 26 de noviembre de 1964) fue un atleta estadounidense que compitió en los Juegos Olímpicos de 1908 en Londres y en los Juegos Olímpicos de 1912 en Estocolmo.
Forshaw ganó la medalla olímpica de bronce en atletismo, en los Juegos Olímpicos de Londres. Llegó tercero en la maratón por detrás del estadounidense John Joseph Hayes y Charles Hefferon de Sudáfrica; después de Dorando Pietri de Italia, cruzó la línea de meta en primer lugar, fue descalificado para recibir asistencia en el estadio.
Cuatro años más tarde, durante los Juegos Olímpicos de 1912 en Estocolmo, Forshaw llegó décimo en la maratón.